# Pelopsis bifurcatus
Pelopsis bifurcatus är en kvalsterart som först beskrevs av Ewing 1909.  Pelopsis bifurcatus ingår i släktet Pelopsis och familjen Punctoribatidae. Inga underarter finns listade i Catalogue of Life.